# ايميل البستاني ( مهندس مدني )
ايميل البستاني (27 يوليو 1907 – 15 مارس 1963) كان مهندسًا مدنيًا، رجل أعمال، وسياسيًا لبنانيًا يُعد من أبرز الشخصيات الاقتصادية والسياسية في لبنان والعالم العربي في القرن العشرين. وُلد في قرية الدبية بجبل الشوف لعائلة بروتستانتية متواضعة، وتمكن من تجاوز ظروف الفقر واليُتم بفضل اجتهاده ونيله منحًا دراسية مكنته من الدراسة في الجامعة الأميركية في بيروت، ثم في معهد ماساتشوستس للتكنولوجيا (MIT) حيث حصل على شهادة في الهندسة المدنية. 
أسس البستاني في الثلاثينيات شركة "كات" (Contracting and Trading Company – CAT)، التي أصبحت لاحقًا من أكبر شركات المقاولات في الشرق الأوسط، ونفذت مشاريع بنى تحتية استراتيجية في لبنان، فلسطين، الخليج، وشمال أفريقيا. إلى جانب نشاطه الاقتصادي، انتُخب نائبًا في البرلمان اللبناني لعدة دورات (1951–1960) وتولّى وزارة الأشغال العامة بعد زلزال 1956، كما كان من أبرز المرشحين المحتملين لرئاسة الجمهورية عام 1964 .
تميّز البستاني بمواقف قومية عربية، وساهم خلال أزمة السويس عام 1956 في فضح جرائم الحرب البريطانية في بورسعيد من خلال حملة إعلامية ودبلوماسية مؤثرة في البرلمان البريطاني كما انه عبر عن ارئه السياسيه في عدة كتب منها كتاب زحف العروبة والذي نشر عام 1961. 

## سيرة ذاتية
وُلد ايميل البستاني في قرية الدبية الواقعة في منطقة جبل الشوف لعائلة بروتستانتية متواضعة. توفي والده، مرشد البستاني، بعد إصابته بمرض التيفوس في أعقاب الحرب العالمية الأولى. في ظل هذا الظرف، انتقلت والدته مع أطفالها الأربعة، ايميل، أخيه سامي، وشقيقتين، إلى بلدتها الأصلية صالحية كرم الحنش قرب صيدا. نشأ في بيئة معيشية صعبة، والتحق بمدرسة تبشيرية داخلية في صيدا، حيث عمل نادلاً على الطاولات مقابل تأمين الطعام والسكن أثناء دراسته. 
بفضل تفوقه الدراسي، حصل على منحة دراسية في الجامعة الأميركية في بيروت، بتمويل من أحد أفراد عائلة معلوف. هناك، درس العلوم الفيزيائية، واهتم بأبحاث علمية في مجالات الطاقة الشمسية والقوى النووية. بعد تخرجه، عمل مدرسًا في كلية بيرزيت قرب رام الله، ثم عاد إلى الجامعة الأميركية في بيروت لمواصلة أبحاثه، كما عمل فيها مدرسًا للغة الإنجليزية. 
خلال تلك الفترة، التقى لورا سرياني، التي كانت من طالباته في دروس خاصة، وشجعته على التوجه نحو تخصص أكثر وضوحًا في مجاله المهني. بدعم من صديقه شارل مالك، سافر إلى الولايات المتحدة والتحق بمعهد ماساتشوستس للتكنولوجيا (MIT)، حيث حصل عام 1933 على شهادة في الهندسة المدنية. بعد عودته إلى لبنان، تزوج من لورا سرياني، وبدأ حياته المهنية بالعمل في شركة نفط (IPC) لمدة عامين تقريبًا. 
لاحقًا، أسس شركته الخاصة للمقاولات، التي واصل العمل من خلالها حتى وفاته. إلى جانب عمله المهني، شغل مناصب سياسية، فكان نائبًا في البرلمان اللبناني بين عامي 1951 و1960، كما طُرح اسمه لاحقًا كأحد المرشحين لرئاسة الجمهورية عام 1963. 

## شراكات هندسية ونشاط معماري في الشرق الأوسط
أسّس إيميل البستاني شركته الخاصة "كات" (Contracting and Trading Company – CAT) في مدينة حيفا عام 1937، بالتعاون مع كمال عبد الرحمن من عكا، وبدعم من رجال أعمال عرب في بيروت. بدأت الشركة بتنفيذ مشاريع بنى تحتية في فلسطين الانتدابية، واستفادت من عقود بريطانية لتنفيذ مشاريع مرتبطة بالجيش والسكك الحديدية وخزانات الوقود. خلال سنوات قليلة، نمت الشركة بسرعة، وشكّلت نموذجًا فريدًا لشركة هندسية عربية تعتمد على تقنيات حديثة وإدارة تنظيمية فعالة . 
لاحقًا، عقد البستاني شراكة مع شركة Motherwell Bridge البريطانية، المتخصصة في المنشآت المعدنية الثقيلة، مما مكن شركته من تنفيذ مشاريع معقدة شملت منشآت للنفط، محطات طاقة، مطارات وموانئ. من أبرز إنجازاته في هذا المجال مشاركته في أوائل المشاريع المدنية الكبرى في الخليج، لا سيما في أبو ظبي والشارقة، حيث ساهم في تشييد بنى تحتية حضرية أساسية مثل محطات الكهرباء والمياه والمرافق اللوجستية، مما مهّد لتحول هذه المناطق إلى مراكز عمرانية حديثة. وقد لعبت شركته أيضًا دورًا في مشاريع في العراق وقطر واليمن، إلى جانب مساهمات فاعلة في لبنان، لا سيما بعد الزلزال الذي ضرب البلاد عام 1956 حين تولّى وزارة الأشغال العامة، وأشرف على إعادة إعمار آلاف المنازل. 

## التخطيط المعماري وتأثيره الإقليمي
رغم كونه مهندسًا مدنيًا، إلا أن إيميل البستاني شارك شخصيًا في تصميم عدد من الأبنية، خاصة خلال فترة عمله في حيفا. من أبرز هذه الأعمال الفيلا التي بناها لعمه الشاعر وديع البستاني، والتي جمعت بين الطابع اللبناني التقليدي والأسلوب الحداثي، مع استخدام الحجر المحلي والشرفات الواسعة والعناصر المعمارية الكلاسيكية. كما صمم منازل خاصة لعائلات مسيحية ميسورة في حيفا، تميّزت بحس معماري مدروس يعكس وعيًا مكانيًا وثقافيًا رغم خلفيته الهندسية المدنية. هذه التجربة المبكرة شكّلت أساسًا لرؤيته الأوسع، التي تجمع بين الوظيفة والتعبير الجمالي، وامتدت لاحقًا إلى مشاريع صناعية ومدنية في الخليج ولبنان. 
إلى جانب ذلك، كانت للبستاني مساهمة مهمة في نقل مقر البنك العربي من القدس إلى عمّان بعد عام 1948، حيث استخدم نفوذه وعلاقاته الإقليمية للمساهمة في استمرارية مؤسسات مالية عربية كبرى. رؤيته كانت تتجاوز حدود المشاريع الفردية، إذ سعى إلى استخدام الهندسة والتنمية كأداة لربط العالم العربي اقتصاديًا وعمرانيًا. وبفضل تحالفاته مع شركات استشارية بريطانية وخبرات هندسية متنوعة، أصبح من أوائل من نقلوا النموذج الغربي إلى السياق العربي مع مراعاة للبيئة المحلية . 

## وفاته
توفي إيميل البستاني في حادث تحطم طائرة عام 1963 والتي كانت متوجهه من بيروت لبنان الى عمان الاردن ، وقبيل إعلان ترشحه المحتمل لرئاسة الجمهورية اللبنانية. تاركًا وراءه إرثًا سياسيًا وإنشائيًا ما زال موضع اهتمام حتى اليوم .